# سیلویو دیلیبرتو
سیلویو دیلیبرتو (هلندی: Silvio Diliberto؛ زادهٔ ۱۶ دسامبر ۱۹۶۳) مربی فوتبال اهل هلند است.

## باشگاهی
از باشگاه‌هایی که در آن بازی کرده‌است می‌توان به اسپارتا روتردام و باشگاه فوتبال رودا جی‌سی کرکراد اشاره کرد.